# Rosie Stone
Rosie Stone, eller Rose Stone, född Rosemary Stewart den 21 mars 1945 i Vallejo i Kalifornien, är en afroamerikansk sångerska och keyboardist. Mest känd är hon som den ledande sångerskan i den populära soul- och funkgruppen Sly and the Family Stone, en grupp som bildades av hennes bröder Sly Stone och Freddie Stone. Under hennes framträdanden med bandet noterades hon ofta för sin blonda peruk, men också för sin kraftfulla röst.
Efter bandets splittring 1975 gifte sig Rosie med brodern Sly's tidigare livvakt Bubba Banks och släppte också ett soloalbum, för Motown, under namnet 'Rose Banks'. Under 80- och 90-talet arbetade Stone som körsångerska åt flera välkända artister, bland annat Michael Jackson och Ringo Starr.